# RadioMentale
RadioMentale wurde 1992 von Eric Pajot (* 1966 in Bourgogne) und Jean-Yves Leloup (* 1968 in Paris) gegründet. Das Künstlerduo gilt als einer der Pioniere und Erfinder des sogenannten Cinémix, einer klanglichen Neuinterpretation von Filmen.
Eric Pajot und Jean-Yves Leloup begannen ihre gemeinsame Karriere 1992 mit einer eigenen Radioshow, bei der Experimentelle Musik, Musique concrète, Ambient und Elektronische Musik gespielt wurden. Über einen Zeitraum von mehreren Jahren wurde die Radioshow wöchentlich bei Radio FG, Couleur 3 und Shibuya FM ausgestrahlt. RadioMentale organisierte zusätzlich Techno- und Rave-Partys in Paris.
Ab Mitte der 1990er Jahre wurde RadioMentale auch auf dem Gebiet der Zeitgenössischen Kunst aktiv. In Zusammenarbeit mit Videokünstlern, Autoren, Designern und Filmregisseuren entstanden Soundarbeiten und Filmmusiken zu Ausstellungssituationen. Seitdem wurden die Installationen und Performances von RadioMentale im Palais de Tokyo, Centre Georges Pompidou, Cité de la musique, Fondation Cartier, documenta X und Musée d’Art Moderne Grand-Duc Jean präsentiert. Zudem weltweit in verschiedenen Clubs und bei Musik- und Filmfestivals.
Seit 2000 ist RadioMentale als Pionier des Cinémix bekannt. RadioMentale begleitet klassische Stummfilme, aber auch Klassiker des experimentellen Tonfilms. Die Soundarbeiten bestehen in der Regel aus vielseitigen Audioquellen und sind Collagen aus Klangexperimenten, Soundtracks, Ambient, Experimenteller und Elektronischer Musik, natürlichen Klängen, Fragmenten von Interviews und menschlicher Stimme.